# Șehsuvar Sultan
Șehsuvar Sultan (n. 1682, Rusia – d. 27 aprilie 1756, Constantinopol, Imperiul Otoman) a fost o concubină a sultanului Mustafa al II-lea și Valide Sultan pentru fiul ei, Osman al III-lea. 
Originea ei este incertă. În 1699 l-a născut pe prințul Osman, iar în 1702 a primit două brățări din rubine și diamante de la soțul său. După detronarea soțului său a fost trimisă la Vechiul Palat, pentru ca mulți ani mai târziu, în anul 1754 să se întoarcă la Palatul Topkapı în calitate de mamă a celei mai puternice persoane din statul otoman, fiul ei, sultanul Osman. 
A murit pe data de 27 aprilie 1756 și este înmormântată la Moscheea Nuruosmaniye din İstanbul.